# Nawur
Nawur är ett distrikt i Afghanistan. Det ligger i provinsen Ghazni, i den centrala delen av landet, 150 km sydväst om huvudstaden Kabul.
Distriktet beräknades år 2022 ha cirka 111 000 invånare.